# Maatia Toafa

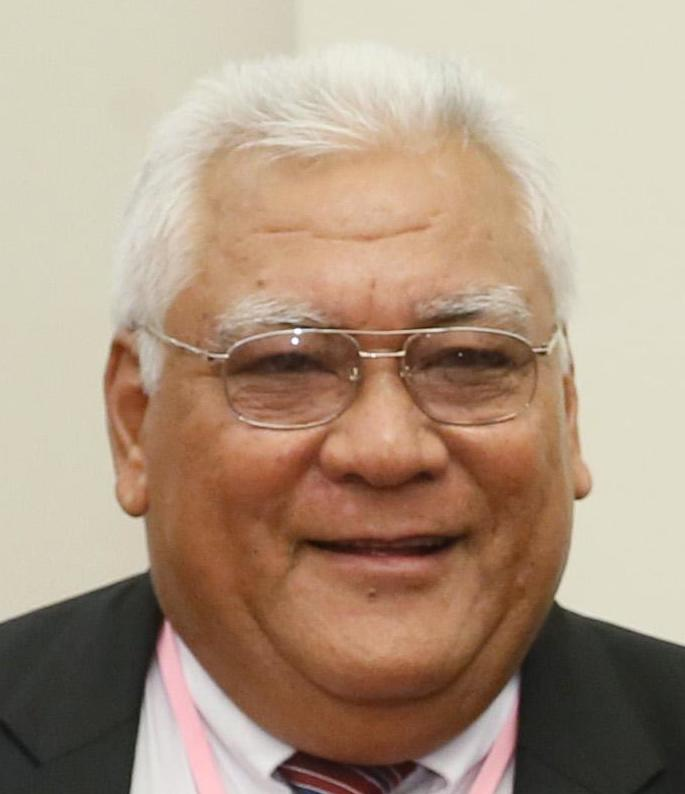
Maatia Toafa

Maatia Toafa OBE (* 1. Mai 1954) ist ein tuvaluischer Politiker und zweimaliger Premierminister des Inselstaates.
Toafa bekleidete zunächst unter Saufatu Sopoanga das Amt des stellvertretenden Premierministers. Als Sopoanga am 27. August 2004 nach einer zwei Tage zuvor verlorenen Vertrauensabstimmung im Parlament zurücktrat, übernahm Toafa zunächst das Amt kommissarisch.
Er wurde am 11. Oktober 2004 vom Parlament in seinem Amt bestätigt. Sopoanga übernahm den Stellvertreterposten. Am 14. August 2006 wurde er von Apisai Ielemia, als Premierminister abgelöst. Am 29. September 2010 wurde Toafa vom Parlament erneut in dieses Amt gewählt, blieb es jedoch nur bis zum Dezember desselben Jahres. Am 21. Dezember musste die Regierung aufgrund eines Misstrauensvotums zurücktreten. Neuer Premierminister wurde der ehemalige Minister Willy Telavi, dessen Wechsel zur Opposition die Abwahl erst möglich gemacht hatte.
Am 5. August 2013 wurde er Finanzminister in der Regierung von Enele Sopoaga.